# Penstemon laxiflorus
Penstemon laxiflorus är en grobladsväxtart som beskrevs av Francis Whittier Pennell. Penstemon laxiflorus ingår i släktet penstemoner, och familjen grobladsväxter. Inga underarter finns listade i Catalogue of Life.